# World Games 2022/Kickboxen
Bei den World Games 2022 in Birmingham, Alabama, fanden vom 13. bis 14. Juli sechs Wettbewerbe im Kickboxen statt, jeweils drei bei den Männern und bei den Frauen. Austragungsort war das Boutwell Auditorium.

## Bilanz

### Medaillenspiegel
| Platz  | Land          | Gold | Silber | Bronze | Gesamt |
| ------ | ------------- | ---- | ------ | ------ | ------ |
| 1      | Israel        | 2    | —      | —      | 2      |
| 2      | Serbien       | 1    | 1      | —      | 2      |
| 3      | Aserbaidschan | 1    | —      | —      | 1      |
| 3      | Mexiko        | 1    | —      | —      | 1      |
| 3      | Österreich    | 1    | —      | —      | 1      |
| 6      | Ukraine       | —    | 2      | 3      | 5      |
| 7      | Kroatien      | —    | 1      | —      | 1      |
| 7      | Polen         | —    | 1      | —      | 1      |
| 7      | Slowakei      | —    | 1      | —      | 1      |
| 10     | Finnland      | —    | —      | 1      | 1      |
| 10     | Kirgisistan   | —    | —      | 1      | 1      |
| 10     | Tschechien    | —    | —      | 1      | 1      |
| Gesamt | Gesamt        | 6    | 6      | 6      | 18     |

### Medaillengewinner
Männer
| Disziplin | Gold                    | Silber               | Bronze                      |
| --------- | ----------------------- | -------------------- | --------------------------- |
| –63,5 kg  | Miguel Martínez (MEX)   | Orfan Sanadse (UKR)  | Ikbol Fozilzhonov (KGZ)     |
| –75 kg    | Or Moshe (ISR)          | Witalij Dubina (UKR) | Petr Dvořáček (CZE)         |
| +91 kg    | Bahram Rajabzadeh (AZE) | Anto Širić (CRO)     | Roman Schtscherbatjuk (UKR) |

Frauen
| Disziplin | Gold                      | Silber                       | Bronze                 |
| --------- | ------------------------- | ---------------------------- | ---------------------- |
| –52 kg    | Shir Cohen (ISR)          | Iwona Nieroda-Zdziebko (POL) | Daryna Iwanowa (UKR)   |
| –60 kg    | Stella Hemetsberger (AUT) | Milana Bjelogrlić (SRB)      | Alina Martynjuk (UKR)  |
| –70 kg    | Aleksandra Krstić (SRB)   | Alexandra Filipová (SVK)     | Virve Vanhakoski (FIN) |